# Omphalite du nouveau-né
L'omphalite du nouveau-né est le terme médical qui désigne l'inflammation du moignon du cordon ombilical au cours de la période néonatale du nouveau-né, le plus souvent attribuée à une infection bactérienne. Généralement, tout de suite après la naissance d'un bébé, le cordon ombilical est coupé avec un petit reste restant (souvent appelé moignon). Normalement, le moignon se sépare de la peau dans les 3 à 45 jours suivant la naissance. Une petite quantité de matière ressemblant à du pus est généralement observée à la base du moignon et peut être contrôlée en laissant le moignon ouvert à l'air pour le sécher. Certaines bactéries peuvent se développer et infecter le moignon au cours de ce processus, entraînant l'apparition d'une rougeur et d'un gonflement importants. Dans certains cas, l'infection peut ensuite se propager par le biais des vaisseaux ombilicaux. Aux États-Unis, bien qu’il soit actuellement un site anatomique peu commun pour l’ infection chez le nouveau-né, il a provoqué une morbidité et une mortalité importantes, à la fois dans le passé et dans des régions où les soins de santé sont moins accessibles. En général, lorsque ce type d'infection est suspecté ou diagnostiqué, un traitement antibiotique est administré et, en cas de complications graves, une prise en charge chirurgicale peut être appropriée.

## Rappel anatomo-physiologique du cordon ombilical
Le cordon ombilical est l’organe qui joint le placenta de la mère enceinte au fœtus ou à l’embryon. Il permet la circulation du sang dans les vaisseaux sanguins (2 artères et 1 veine) qui alimentent l’embryon puis le fœtus pendant la grossesse, assurant ainsi la transmission des nutriments et de l'oxygène essentiels à la survie du fœtus, ainsi que l'élimination des déchets du sang veineux.
A terme, le cordon ombilical atteint environ 50 cm de long et 2 cm de diamètre. Etant une source de cellules souches pouvant permettre une auto-transplantation, en cas de leucémie de l’enfant par exemple, de plus en plus, aux USA, les hôpitaux proposent de conserver le cordon pour cette fin.
À la naissance lorsque le nouveau-né est accueilli et posé sur le ventre de la mère, on procède à la ligature du cordon ombilical à 5 cm de la base. La chute du cordon intervient dans les 5-10 jours après la naissance avec cicatrisation spontanée de la plaie ombilicale.

## Signes et symptômes
Cliniquement, les nouveau-nés atteints d’omphalite présentent au cours des deux premières semaines de vie des signes et des symptômes d’une infection cutanée (cellulite) autour du moignon ombilical (rougeur, chaleur, gonflement, douleur), du pus provenant du moignon ombilical, de la fièvre, une accélération de la fréquence cardiaque tachycardie), une pression artérielle basse (hypotension), une somnolence, une alimentation insuffisante et une peau jaune (jaunisse). L'omphalite peut rapidement évoluer en septicémie et présenter une infection potentiellement mortelle, telle une méningite. En fait, même dans les cas d'omphalite sans signe d'infection plus grave telle que la fasciite nécrosante, la mortalité est élevée (de l'ordre de 10 %).

## Les causes
L’infection ombilicale (omphalite) est une infection néonatale localisée à l’ombilic. Les coupables sont généralement Staphylococcus aureus, staphylocoque à coagulase négative, bacilles gram négatifs (Klebsiella, Escherichia coli), entérocoques, Streptococcus. L'infection est généralement causée par une combinaison de ces bactéries et consiste en une infection mixte à Gram positif et à Gram négatif. Les bactéries anaérobies peuvent également être impliquées. Ces germes sont généralement apportés par les mains du personnel soignant, le matériel contaminé ou par application des produits potentiellement contaminés. La transmission est donc postnatale et ses manifestations cliniques se présentent au-delà du 3ème jour de vie.

## Diagnostic
Dans un moignon ombilical normal, vous voyez d' abord l'ombilic perdre son aspect caractéristique bleu-blanc, humide et deviennent secs et noir. Après plusieurs jours à plusieurs semaines, le moignon devrait tomber et laisser une blessure charnue rose qui continue à guérir comme il devient un ombilic normal.
Pour un moignon ombilical infecté, le diagnostic repose généralement sur l'aspect clinique du moignon du cordon ombilical et les résultats des antécédents et de l'examen physique. Cependant, il peut y avoir une certaine confusion si un nouveau-né en bonne santé apparente a simplement des rougeurs autour du moignon ombilical. En fait, une inflammation modérée est courante, de même que des saignements au niveau du moignon avec le détachement du cordon ombilical. L'image peut être encore plus trouble si des agents caustiques ont été utilisés pour nettoyer le moignon ou si du nitrate d'argent a été utilisé pour cautériser les granulomes du moignon ombilical.

## La prévention
Au cours des années 1950, des épidémies d’omphalite ont conduit à un traitement antibactérien du moignon du cordon ombilical en tant que nouvelle norme de soins. Par la suite, il a été déterminé que dans les pays développés, garder le cordon au sec suffisait, comme l’a recommandé l’American Academy of Pediatrics. Le cordon ombilical sèche plus rapidement et se sépare plus facilement lorsqu'il est exposé à l'air. Cependant, chaque hôpital / maison de naissance a ses propres recommandations en matière de soins du cordon ombilical après l'accouchement. Certains recommandent de ne pas utiliser de désinfection du cordon. Parmi les autres recommandations populaires, citons le triple colorant, la bétadine, la bacitracine ou la sulfadiazine d'argent. En ce qui concerne les traitements médicamenteux, il existe peu de données permettant d'étayer un traitement (ou l'absence de traitement) par rapport à un autre. Cependant, une étude récente portant sur de nombreuses études a montré que le traitement à la chlorhexidine permettait de réduire de 23 % le risque de décès et de 27 à 56 % le risque d'omphalite dans les communautés des pays sous-développés. Cette étude a également révélé que ce traitement augmentait le temps nécessaire pour que le moignon ombilical se sépare ou s’écroule de 1,7 jour. Enfin, cette vaste revue a également confirmé l’idée qu’aucun type de traitement médicamenteux pour le traitement du cordon en milieu hospitalier ne réduisait mieux les infections que le traitement du cordon sec.

## Traitement
Le traitement consiste en une antibiothérapie ciblant les agents pathogènes bactériens typiques, en plus de soins de soutien en cas de complications pouvant résulter de l'infection, telles qu'une hypotension ou une insuffisance respiratoire. Un schéma thérapeutique typique comprend des antibiotiques par voie intraveineuse tels que ceux du groupe de la pénicilline qui est actif contre Staphylococcus aureus et un aminoside pour son activité contre les bactéries à Gram négatif. Pour les infections particulièrement invasives, des antibiotiques couvrant les bactéries anaérobies peuvent être ajoutés (tels que le métronidazole). Le traitement dure généralement deux semaines et nécessite souvent l'insertion d'un cathéter veineux central ou d'un cathéter central inséré de manière périphérique.

## Épidémiologie
L'incidence actuelle aux États-Unis est d'environ 0,5 % par an ; dans l’ensemble, le taux d’incidence dans les pays développés se situe entre 0,2 et 0,7 %. Dans les pays en développement, l'incidence de l'omphalite varie de 2 à 7 pour 100 naissances vivantes. Quant à sa prévalence : sur l’ensemble des 3 millions des nouveau-nés qui meurent chaque année dans le monde, l’infection néonatale représente la deuxième cause de décès avec 13 %. La première cause étant représentée par la prématurité avec 28 % (Lawn JE, Lancet 2005). Il ne semble pas y avoir de prédilection raciale ou ethnique.
En milieu hospitalier, l’infection néonatale contribue à 62,3 % de morbidité néonatale et 6,4 % de mortalité (Tady et coll, 2012). En milieu rural, l’infection néonatale cause 8 % de décès (Matendo et coll, 2011).
Comme beaucoup d'infections bactériennes, l'omphalite est plus courante chez les patients dont le système immunitaire est affaibli ou déficient ou qui sont hospitalisés et soumis à des procédures invasives. Par conséquent, les nourrissons prématurés, souffrant d'autres infections, telles qu'une infection sanguine (sepsis) ou une pneumonie, ou qui présentent des déficiences immunitaires, telles que le déficit d'adhésion leucocytaire (DAL) sont davantage exposés. Les nourrissons dont le système immunitaire est normal sont à risque s'ils ont subi un accouchement difficile et prolongé, une naissance compliquée par une infection du placenta (chorioamnionite) ou si un cathéter ombilical a été placé.

### Exemples de pratiques des soins du cordon ombilical
(Suivant un exposé du Dr Thérèse Biselele, néonatologiste aux Cliniques Universitaires de Kinshasa)
En RDC, il n'y a pas de données chiffrées de l’infection ombilicale. Néanmoins elle est observée et entretenue par les mauvaises pratiques des soins du cordon ombilical. Les pratiques traditionnelles préconisent l'application des plusieurs substances sur le moignon du cordon, telles que : sel de cuisine dilué dans l’eau, sel “indigène”, huile de palme, lait maternel, cendre, excréments de poule, bouse de vache.
La prophylaxie de l’infection ombilicale repose sur le respect des soins de l’ombilic dispensés par le personnel soignant (accoucheuse) et par la mère. Après la ligature et la section du cordon ombilical, il faut l'essuyer soigneusement, le débarrasser du sang et du méconium. Ensuite il est préférable de laisser le cordon à l’air libre et de ne pas mettre de pansement sur l’ombilic, ni d'y appliquer aucun produit et d'éviter de le toucher si ce n’est pas nécessaire. La mère doit se laver les mains avant et après les soins de l’ombilic. Il faut plier la couche en-dessous de l’ombilic, puis couvrir l’ombilic des vêtements propres, sans le serrer. Si l’ombilic est sale, le laver à l’eau claire ou au savon, puis le sécher soigneusement avec un linge propre. Il est nécessaire d'expliquer à la mère qu’elle doit consulter un centre de santé si l’ombilic est purulent ou s’il saigne.
Malgré l’observance des toutes ces mesures, le taux d’infection néonatale et la mortalité chez le nouveau-né en RDC demeurent élevés comme dans d’autres pays en développement.